# Hugo Marquardsen
Hugo Marquardsen (* 2. Februar 1869; † 17. Mai 1920) war Geograph des Reichskolonialamts.
1889 trat er in das 2. Hessische Infanterie-Regiment Nr. 82 ein, wo er 1893 zum Adjutant aufstieg. 1897–1900 war er an der Kriegsakademie Topograph und Dolmetscher für Russisch. 
1901 wurde er ans Auswärtige Amt abkommandiert, und machte an der Sternwarte Göttingen bei Leopold Ambronn eine zehnmonatige Ausbildung in astronomischen Längen- und Breitenbestimmungen zur Vorbereitung auf den Kolonialeinsatz. 1902/1903 nahm er als Astronom in Kamerun an der „Yola-Tschadsee-Grenzexpedition“ mit Franz von Stephani unter der Leitung von Hans Glauning teil. 
Von 1904 bis 1907 diente er wieder in seinem Regiment. 1908/09 studierte er Geografie an der Universität Göttingen, wo er bei H. Wagner mit der Arbeit Die Oberflächengestaltung und Hydrographie des saharisch-sudanesischen abflusslosen Gebietes promovierte. 1908 hatte das Reichskolonialamt ihn als Hilfsarbeiter eingestellt. 1911 wurde er hier Nachfolger von Alexander von Danckelman. Ab 1912 gab er die Mitteilungen aus den deutschen Schutzgebieten heraus. 1917 wurde er zum Geheimen Regierungsrat und Vortragenden Rat im Reichskolonialamt ernannt. 
Er erlag einer schweren Erkrankung.

## Veröffentlichungen
- Die Niger-Benuë: Eine historisch-geographische Beschreibung der natürlichen Verbindung Nord-Kameruns mit der Küste; Wilhelm Süsseroff, 1909
- Die Grenzgebiete Kameruns im Süden und Osten, hauptsächlich auf Grund der Ergebnisse der Grenzexpeditionen. Landeskundlicher Teil; In Mitteilungen aus den Deutschen Schutzgebieten. Ergänzungsheft ; 9a; Berlin, Mittler, 1914
- Die Kolonial-Kartensammlung des Reichskolonialamts; 1915
- Belgisch Kongo, geographischer Überblick; 1916
- Der gegenwärtige Stand der klimatischen Erforschung Angolas; 1917
- Unsere Kolonien: Schützengrabenbücher für das deutsche Volk; 57; Karl Siegismund, 1917
- Angola; Januar 1920; 2. Auflage 1928 von Alfred Stahl[5]